# Louis Viennet
Pour les articles homonymes, voir Viennet.
 (février 2025).
Motif : Une seule source. Cet homme est-il connu, même à Béziers ?
- Archive Wikiwix
- Bing
- Cairn
- DuckDuckGo
- E. Universalis
- Gallica
- Google
- G. Books
- G. News
- G. Scholar
- Persée
- Qwant
- (zh) Baidu
- (ru) Yandex
- (wd) trouver des œuvres sur Wikidata

| 1. | Préciser le motif de la pose du bandeau. | Précisez le motif de la pose du bandeau en utilisant la syntaxe suivante : {{admissibilité à vérifier\|date=mai 2025\|motif=remplacez ce texte par le motif}}                      |
| 2. | Informer les utilisateurs concernés.     | Pensez à avertir le créateur de l'article, par exemple, en insérant le code ci-dessous sur sa page de discussion : {{subst:avertissement admissibilité à vérifier\|Louis Viennet}} |

Louis Viennet, né le 20 mai 1885 à Béziers (France) et mort dans la même ville le 30 janvier 1975, est un propriétaire viticulteur et dirigeant français de rugby à XV.
Il est le premier président de l'AS Béziers, qu'il fonde avec Jules Cadenat, en 1911. Il développe les installations sportives de Sauclières, au bord de l'Orb.
Il appartient à une famille installée depuis longtemps à Béziers et qui a donné entre autres Jacques Joseph Viennet, Jean-Pons-Guillaume Viennet ainsi que Louis Viennet. 
Son second mandat de président du club, après-guerre, dura de 1945 à 1949.

## Biographie
Louis Viennet naît le 20 mai 1885 à Béziers, dans le département de l'Hérault en France, dans une famille bourgeoise originaire d'Italie et installée de longue date à Béziers,. Il est le fils d'Albert Joseph Viennet et le petit-fils de Louis Viennet. Ses ancêtres sont l'homme politique Jacques Joseph Viennet et l'académicien Jean-Pons-Guillaume Viennet, homme politique sous la Monarchie de Juillet.
En 1900, à l'âge de quinze ans, il quitte sa résidence du château de Raissac, situé dans Béziers, afin de poursuivre ses études au sein de l'institution dominicaine du lycée d'Arcueil. Dans cet établissement favorisant la pratique du sport, et plus particulièrement le rugby, il fait partie de la première équipe universitaire française opposée aux étudiants anglais de la Dulwich's School en 1904. Cette même année, il obtient son baccalauréat à l'âge de dix-neuf ans et fait son retour à Béziers l'année suivante, où il commence à fréquenter Jules Cadenat. 
Par la suite, il est un riche propriétaire terrien et possède le château de Raissac, lieu de retrouvaille pour Louis Viennet et ses amis Jules Cadenat, l'abbé Pistre et le peintre Raoul Guiraud,,. Il gère un grand domaine viticole situé entre l'Orb et la route de Murviel-lès-Béziers. En 1909, il fréquente le club de rugby à XV de l'Étoile sportive biterroise.
En novembre 1911, il propose la fusion entre le Midi Athletic Club et le Sporting Club de Béziers afin de créer l'Association sportive biterroise (ASB), club sportif omnisports où le rugby à XV devient rapidement le sport principal, en compagnie de Jules Cadenat,. Le 19 mars 1912, l'AS Béziers est officiellement déclarée et il en est le premier président, à 26 ans.
Il investit vingt mille francs-or et avec d'autres personnes, dont Jules Cadenat et des représentant de la Compagnie du Midi, qui investissent pour un total de deux cent mille francs, le club acquiert le terrain de Sauclières, un ancien terrain hippique situé entre l'Orb et le canal du Midi, où les installations sportives sont développées,,.
Après la Première Guerre mondiale, il est secrétaire du comice agricole de Béziers.
En 1918, il cède la présidence de l'AS Béziers à Henri Bru.
Puis, il effectue un second mandat à partir de 1945. Il succède à Émile Claparède et retrouve une AS Béziers affaiblit, notamment sur le plan financier, au sortir de la Seconde Guerre mondiale. De ce fait, son prédécesseur ayant déjà avancé sur le sujet, une fusion est actée avec l'Association sportive des cheminots biterrois le 20 septembre 1945. Dès cet automne, le club s'appelle désormais l'Association sportive biterroise cheminots Béziers (ASB CB) avant d'être réduit en Association sportive Béziers Cheminots (ASBC). Il termine son deuxième mandat en 1949 en cédant sa place au docteur Louis Valette. Resté proche des dirigeants biterrois, il est président honoraire du club. Sous la nouvelle présidence de Joseph Fabregat, il participe au retour de l'appellation de l'ASBC en Association sportive biterroise le 5 novembre 1951.
Selon des rapports de police, il est membre du parti clérical.
Étant très dépensier, il finit sa vie ruiné. Grâce à son proche voisin, le docteur Gérard Vayssade qui a un lien de parenté avec son épouse, il a une fin de vie honorable au domaine Saint-Hippolyte puis dans une maison de retraite. Il meurt le 30 janvier 1975 à Béziers.